# Lukas O'Connor
Lukas O'Connor (Culver City, 5 maggio 1994) è un giocatore di football americano statunitense che milita nel ruolo di quarterback nella European League of Football (ELF).
Dopo aver giocato per tre diverse squadre universitarie, ha firmato in seguito con la squadra slovacca dei Bratislava Monarchs (coi quali ha vinto il titolo nazionale), poi coi tedeschi Stuttgart Scorpions (con i quali non ha potuto giocare a causa dell'annullamento del campionato tedesco 2020) per passare in seguito alla squadra professionistica polacca dei Panthers Wrocław.

## Palmarès
- 1 Campionato slovacco (2019)